# Utah Jazz 1991-1992
La stagione 1991-92 degli Utah Jazz fu la 18ª nella NBA per la franchigia.
Gli Utah Jazz vinsero la Midwest Division della Western Conference con un record di 55-27. Nei play-off vinsero il primo turno con i Los Angeles Clippers (3-2), la semifinale di conference con i Seattle SuperSonics (4-1), perdendo poi la finale di conference con i Portland Trail Blazers (4-2).

## Roster
| N° | Naz.                   | Ruolo | Sportivo      | Anno | Alt. | Peso |
| -- | ---------------------- | ----- | ------------- | ---- | ---- | ---- |
| 11 | Stati Uniti (bandiera) | G     | Delaney Rudd  | 1962 | 188  | 82   |
| 12 | Stati Uniti (bandiera) | G     | John Stockton | 1962 | 185  | 77   |
| 14 | Stati Uniti (bandiera) | G     | Eric Murdock  | 1968 | 185  | 86   |
| 15 | Stati Uniti (bandiera) | GA    | Corey Crowder | 1969 | 196  | 97   |
| 21 | Stati Uniti (bandiera) | A     | David Benoit  | 1968 | 203  | 100  |
| 23 | Stati Uniti (bandiera) | GA    | Tyrone Corbin | 1962 | 198  | 95   |
| 24 | Stati Uniti (bandiera) | G     | Jeff Malone   | 1961 | 193  | 93   |
| 30 | Stati Uniti (bandiera) | GA    | Blue Edwards  | 1965 | 193  | 91   |
| 32 | Stati Uniti (bandiera) | A     | Karl Malone   | 1963 | 206  | 113  |
| 33 | Stati Uniti (bandiera) | AC    | Bob Thornton  | 1962 | 208  | 102  |
| 40 | Stati Uniti (bandiera) | AC    | Mike Brown    | 1963 | 206  | 117  |
| 41 | Stati Uniti (bandiera) | AC    | Thurl Bailey  | 1961 | 211  | 98   |
| 50 | Stati Uniti (bandiera) | C     | Isaac Austin  | 1969 | 208  | 116  |
| 53 | Stati Uniti (bandiera) | C     | Mark Eaton    | 1957 | 224  | 125  |

## Staff tecnico
- Allenatore: Jerry Sloan
- Vice-allenatori: Gordon Chiesa, David Fredman, Phil Johnson